# گلن فیلد، نیو ساوت ولز
گلن فیلد (به انگلیسی: Glenfield) یک حومه شهر در استرالیا است که در نیو ساوت ولز واقع شده‌است.